# Владимир Родић
Владимир Родић (Београд, 7. септембар 1993) је црногорски фудбалер који тренутно наступа за Естер. Игра на позицији крилног играча.

## Успеси
Малме
- Куп Шведске: (финале: 2015/16)[7]

 Силкеборг
- Куп Данске: (финале: 2017/18)[8]

 Хамарби
- Куп Шведске  (1) : 2020/21.[9]